# Israel nos Jogos Olímpicos de Verão de 1952
Israel competiu nos Jogos Olímpicos de Verão pela primeira vez nos Jogos Olímpicos de Verão de 1952 em Helsinque, na Finlândia.

## Resultados por evento

### Basquetebol

#### Competição Masculina por Equipes
- Fase de Classificação (Grupo B)
  - Perdeu para as Filipinas (47-57)
  - Perdeu para a Grécia (52-54) → não avançou